# Lễ hội đua bò Bảy Núi
Lễ hội đua bò Bảy Núi là một lễ hội của đồng bào dân tộc Khmer, Nam bộ. Mang đậm nét bản sắc văn hóa dân gian, trong đó có lễ hội đua bò kéo bừa truyền thống là nét sinh hoạt văn hóa, môn thể thao độc đáo ở vùng Bảy Núi, An Giang. Giống bò đua trong lễ hội là giống Bò Bảy Núi

## Thời gian
Lễ hội đua bò được tổ chức cùng lễ hội Đôn ta (lễ cúng ông bà), 29-8 đến mùng 1-9 âm lịch (nếu tháng thiếu thì từ 29-8 đến mùng 2-9 âm lịch).
Từ năm 1975 trở về trước, Hội đua bò vẫn được người dân tổ chức hàng năm nhưng ở quy mô, phạm vi ở mức độ nhỏ.
Năm 1989, là lần đầu tiên của Hội đua bò được tổ chức tại xã Ô Lâm.
Năm 1992, ngành Văn hoá thể thao địa phương chính thức vào cuộc.
Từ năm 1992 đến 2001, Hội đua bò Bảy Núi được Bộ Văn hoá - Thông tin (nay là Bộ Văn hóa, Thể thao và Du lịch) đầu tư kinh phí thực hiện phim tài liệu khoa học Lễ hội đua bò Bảy Núi.
Năm 2003, Hội đua bò được Tổng cục Du lịch công nhận là sản phẩm du lịch.
Đến năm 2009, được nâng cấp thành Lễ hội đua bò Bảy Núi mở rộng tranh Cúp Truyền hình An Giang.
Đến năm 2019, Hội đua bò đã trải qua 26 lần tổ chức (không kể vòng đua cấp xã, huyện), trở thành nét văn hóa độc đáo của cộng đồng vùng Bảy Núi ở huyện Tri Tôn và thị xã Tịnh Biên của tỉnh An Giang.

## Tổ chức
Tổ chức hội đua bò truyền thống. Để chuẩn bị cho cuộc đua bò, họ chọn một khoảng ruộng bằng phẳng, chiều dài chừng 200 m, ngang 100 m có nước xăm xắp, được "trục" xới nhiều lần cho có độ trơn của bùn, bốn bên có bờ bao và điểm đích có đoạn đường trống để làm độ dừng an toàn cho bò. Đoạn đường đua chính chỉ cần 120m theo khoảnh ruộng cặp sát bờ bao. Nơi xuất phát được cắm 2 cây cờ màu xanh, đỏ mỗi cây cách nhau 5m, và tại điểm đích cũng vậy. Đôi bò nào đứng ở vị trí cây cờ màu gì thì điểm đích cũng theo màu của cây cờ đó.

## Thể lệ
Trước khi vào cuộc đua, họ chọn từng đôi bò với nhau hoặc bốc thăm và thoả thuận một số quy định cần thiết như ai sẽ đi trước, đi sau... Nhưng thông thường đôi đi sau có phần ưu thế hơn. Nếu trong khi đua, đôi bò nào chạy tạt ra khỏi đường đua sẽ bị loại và đôi bò sau giẫm lên giàn bừa của đôi bò trước là thắng cuộc. Còn người điều khiển phải đứng thật vững nếu bị ngã hoặc rơi ra khỏi giàn bừa coi như thua cuộc.
Từng đôi bò được ách vào một chiếc bừa đặc biệt, gọng bừa là bàn đạp gồm một tấm gỗ rộng 30 cm, dài 90 cm, bên dưới là răng bừa. Người điều khiển bò cầm roi mây hoặc khúc gỗ tròn vừa tay độ 3 cm, đầu có tra cây đinh nhọn - cây xà-lul. Khi bắt đầu lệnh xuất phát của trọng tài, người điều khiển chích mạnh cây xà-lul vào mông con bò, bò bị đau phóng nhanh về phía trước, quan trọng là phải chích cho đều cả hai con thì vận tốc của đôi bò mới quyết liệt và hấp dẫn. Điều này có khác với đua ngựa ở chỗ là mỗi người cưỡi một con, ai về đích trước sẽ thắng cuộc.

## Niềm vui ngày hội

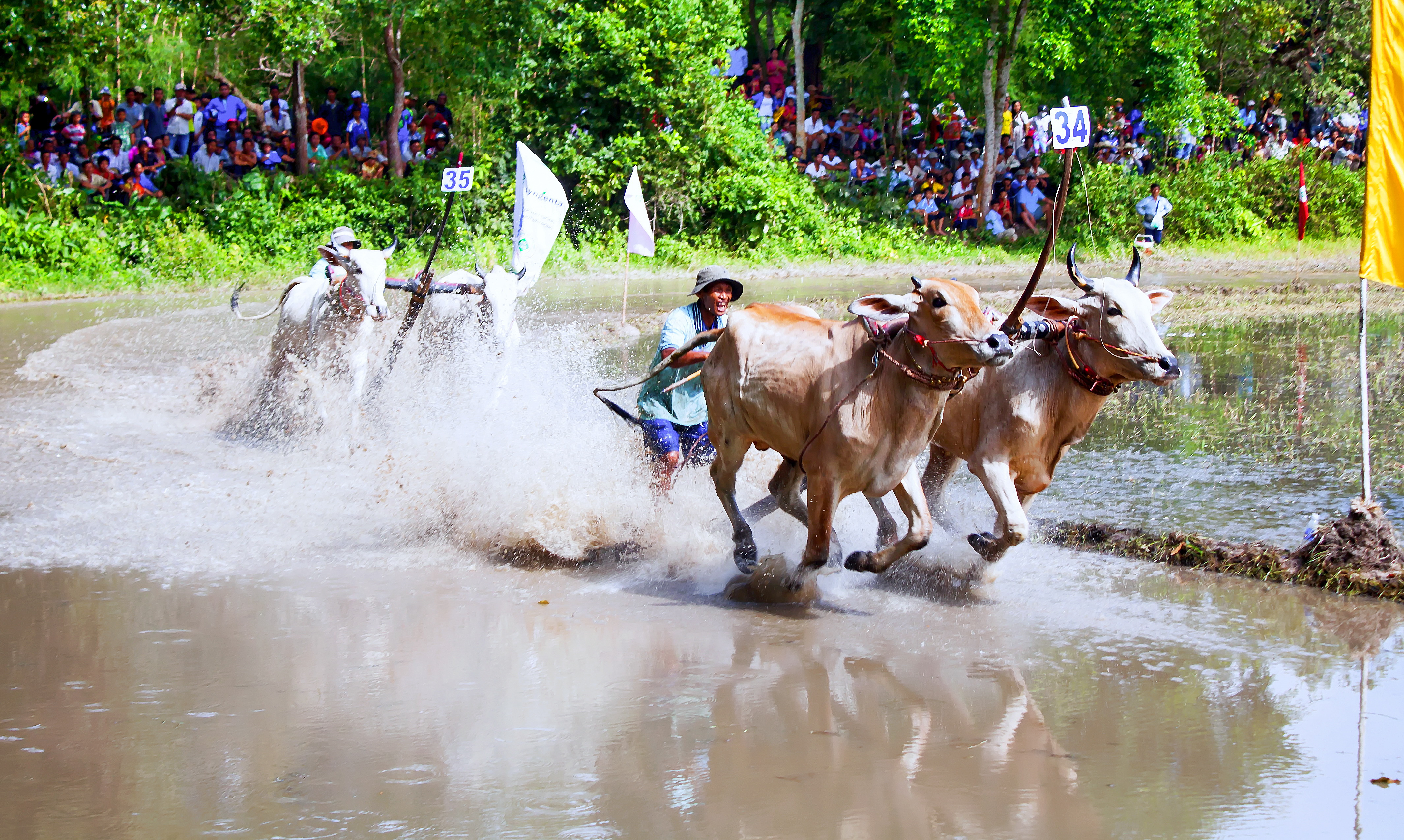
Một cảnh trong lễ hội đua bò ở vùng Bảy Núi được tổ chức vào ngày 21 tháng 9 năm 2014 tại chùa Tà Miệt, thuộc xã Lương Phi, huyện Tri Tôn.

Sáng sớm bà con đã có mặt đông đảo tại địa điểm đua bò. Có người ở cách xa hàng vài cây số cũng mang theo cả xoong, nồi, mắm, muối nấu ăn tại chỗ để xem cho trọn vẹn cuộc đua. Chỗ xem cũng không cần cầu kỳ như xem bóng đá, đua ngựa hay một số môn thể thao khác, chỉ cần đứng ở vị trí hơi cao so với mặt sân đua hay leo lên bờ bao là đủ. Từ lúc cuộc đua bắt đầu cho đến kết thúc không khí lúc nào cũng tưng bừng và hào hứng, tiếng vỗ tay, reo hò, sôi nổi cổ động dành cho những người điều khiển các đôi bò giỏi hoặc những pha về đích gay go, quyết liệt. Làm cho các phum, sóc sôi nổi trong dịp lễ hơn.

### Ý nghĩa của lễ hội
Hội đua bò Bảy Núi mang ý nghĩa nhân văn sâu sắc, thể hiện quá trình liên kết cộng đồng, trở thành một sự kiện văn hóa, một dạng thể thao đại chúng gần gũi với cộng đồng phum sóc, trở thành một nhu cầu văn hóa của đồng bào Khmer vùng Bảy Núi.

## Di sản văn hóa phi vật thể Quốc gia
Ngày 19 tháng 1 năm 2016, Bộ trưởng Bộ Văn hoá, Thể thao và Du lịch ban hành Quyết định số 246/QĐ-BVHTTDL về việc đưa “Hội đua bò Bảy Núi - An Giang” vào Danh mục di sản văn hoá phi vật thể Quốc gia.